# Maggie Reilly
Pour les articles homonymes, voir Reilly (homonymie).
Maggie Reilly, née le 15 septembre 1956 à Glasgow en Écosse, est une chanteuse pop folk écossaise. Engagée comme simple choriste par Mike Oldfield, elle prend rapidement sa place au sein du groupe de tournée. Ses prestations vocales, pourtant essentiellement sans paroles, apportent une dimension supplémentaire incontestable à la musique[réf. nécessaire]. Dès 1982, Mike Oldfield lui confie des parties vocales de plusieurs de ses albums. Ses prestations vocales dans les chansons à succès Family Man (1982), Moonlight Shadow (1983), Foreign Affair (1983) et To France (1984) font d'elle une chanteuse renommée. Après une dernière collaboration, en 1989, avec la chanson Blue Night de l'album Earth Moving, leurs chemins se séparent.
En 1992, Maggie Reilly sort son premier album solo, Echoes, dont est extrait le succès Everytime We Touch, suivi par Midnight Sun en 1993, Elena en 1996 et Starcrossed en 2000.
En 2019, pendant la promotion de son album Starfields, elle fait savoir qu'une nouvelle collaboration avec Mike Oldfield pourrait être envisagée, ce qui relancerait sa carrière. Mais, de son côté, Mike Oldfield n'a fait aucune déclaration et n'a rien confirmé. 

## Discographie

### Avec Mike Oldfield
- QE2 (1980)
- Five Miles Out (1982) sur les titres Family Man et Five Miles Out
- Crises (1983) sur Moonlight Shadow et Foreign Affair
- Discovery (1984) sur To France, Crystal Gazing, Tricks of the light et Talk About Your Life
- Earth Moving (1989) sur la chanson Blue Night

### Solo
- Echoes (1992)
- Midnight Sun (1993)
- All the mixes (1996)
- Elena (1996)
- Elena : The Mixes (1997)
- The Best of Maggie Reilly : There and Back Again (1998)
- Starcrossed (2000)
- Save It for a Rainy Day (2002)
- Rowan (2006)
- Looking Back Moving Forward (2010)
- Heaven Sent (2013)
- Starfields (2019)
- Past-Present-Future (2021)

### Collaborations avec d'autres artistes
- Cado Belle (en) – Cado Belle (1976)
- Jim Wilkie – The Waxer (1979)
- Doll by Doll (en) – Grand Passion (1982)
- Dave Greenfield & J.J. Burnel – Fire & Water (1983)
- Peter Blegvad – Naked Shakespeare (1983)
- Nick Mason & Rick Fenn – Profiles (1985)
- Flairck – Sleight of Hand (1986)
- Mike Batt – The Hunting of the Snark (1986)
- Jack Bruce – Willpower (1989)
- The Sisters of Mercy – Vision Thing (1990)
- Jack Bruce – Somethin' Else (1992)
- Jack Bruce – Cities of the Heart (1993)
- The Lenny MacDowell Project – Lost Paradise (1993)
- Artists For Nature – Earthrise, The Rainforest Album (1994)
- Colm Wilkinson – Stage Heroes (1994)
- Juliane Werding – Du Schaffst Es (1994)
- Juliane Werding and Viktor Lazlo – Engel Wie Du (1994)
- Jack Bruce – The Collectors Edition (1996)
- Jack Bruce – Sitting on Top of the World (1997)
- Simon Nicol – Before Your Time / Consonant Please Carol (1998)
- Smokie – Wild Horses – The Nashville Album (1998)
- Smokie – Our Swedish Collection (1999)
- Lesiëm – Times (2003) / Auracle (2004)
- XII Alfonso – Charles Darwin (2012)- Avec Terry Oldfield, Ronnie Caryl, John A. Helliwell, John Hackett, Ian Bairnson, David Paton, etc.